# 国会大厦廊柱

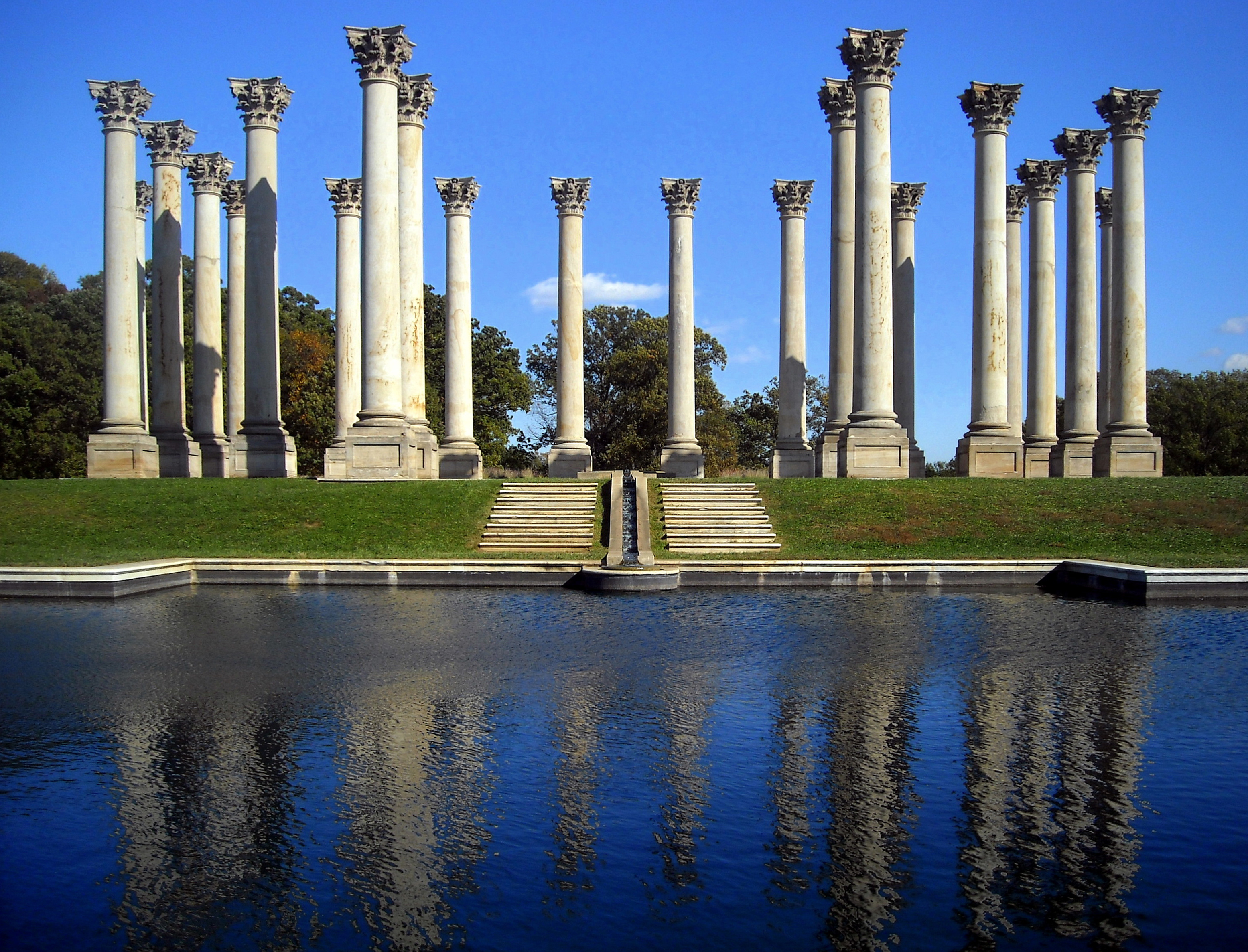

国会大厦廊柱（National Capitol Columns）位于华盛顿哥伦比亚特区的美國國家植物園（U.S. National Arboretum），包括22根科林斯柱，最初属于美国国会大厦，现在放置于20英畝（8.1公頃）的开放草地，被称为椭圆形草坪。